# SMS Python
SMS Python (SM Tb 13) – austro-węgierski torpedowiec z końca XIX wieku i okresu I wojny światowej, jedna z czterech jednostek swojego typu. Okręt został zwodowany 11 kwietnia 1899 roku w brytyjskiej stoczni Yarrow w Londynie, a do służby w Kaiserliche und Königliche Kriegsmarine wszedł 12 października tego roku. W 1910 roku nazwę jednostki zmieniono na oznaczenie numeryczne 13. W wyniku podziału floty po upadku Austro-Węgier jednostkę przyznano Francji, gdzie została złomowana w 1920 roku.

## Projekt i budowa
SMS „Python” był jednym z czterech przybrzeżnych torpedowców zamówionych w Wielkiej Brytanii, których projekt bazował na zbudowanym w 1896 roku w stoczni Yarrow torpedowcu „Viper” (Tb 17).
Okręt zbudowany został w stoczni Yarrow w Londynie. Stępkę torpedowca położono w 1898 roku, został zwodowany 11 kwietnia 1899 roku, a do służby w Kaiserliche und Königliche Kriegsmarine przyjęto go 12 października 1899 roku.

## Dane taktyczno-techniczne
Okręt był niewielkim, przybrzeżnym torpedowcem. Długość na konstrukcyjnej linii wodnej wynosiła 46,6 metra (45,9 metra między pionami), szerokość 4,6 metra i zanurzenie 2,3 metra. Wyporność standardowa wynosiła 115 ton, zaś pełna 135 ton. Okręt napędzany był przez maszynę parową potrójnego rozprężania o projektowanej mocy 1800 KM (maksymalnej 2000 KM), do której parę dostarczały dwa kotły Yarrow. Jednośrubowy układ napędowy pozwalał osiągnąć prędkość 24 węzły. Jednostka zabierała zapas 30 ton węgla.
Okręt wyposażony był w trzy pojedyncze wyrzutnie torped kalibru 450 mm umieszczone na pokładzie. Uzbrojenie artyleryjskie stanowiły dwa pojedyncze działka pokładowe kal. 47 mm L/33 Hotchkiss.
Załoga okrętu składała się z 21 oficerów, podoficerów i marynarzy.

## Służba
W 1910 roku na podstawie zarządzenia o normalizacji nazw „Python” utracił swą nazwę, zastąpioną numerem 13. Z powodu rozpadu monarchii habsburskiej 1 listopada 1918 roku na jednostce opuszczono po raz ostatni banderę KuKK. W wyniku przeprowadzonego w styczniu 1920 roku podziału floty austro-węgierskiej okręt został przyznany Francji. Jednostka została złomowana w 1920 roku.